# Jainal Antel Sali, Jr.
Jainal Antel Sali, Jr. (1 de junio de 1964, Zamboanga † 16 de enero de 2007) fue un líder filipino de la red Abu Sayyaf, una organización terrorista islamista afiliado a Al Qaeda. Nacido en la ciudad de Zamboanga, Mindanao, en Filipinas, Sali fue también conocido como el Ingeniero, y por otros alias como "Abu Solaiman, Abu Solajman, Abu Sulaiman, Abu Sulayman, y Antal Jainal Sali, Jr."  Sali fue acusado ante el Tribunal de Distrito de Estados Unidos de Columbia, por su presunta participación en actos de terrorismo, inclusive el secuestro y asesinato de rehenes, en contra de los nacionalistas de los Estados Unidos y otros extranjeros dentro y alrededor de la República de Filipinas. Por esa acusación, el 24 de febrero de 2006, Jainal Antel Sali, Jr. fue uno de seis prófugos en el segundo y último grupo de fugitivos acusados  en la lsua de los terroristas más peligrosos y buscados por el FBI junto a sus dos compañeros miembros de Abu Sayyaf.  El gobierno de Estados Unidos lanzando un Programa de Recompensas para la Justicia estadounidense del Departamento de Estado, ofreció una recompensa de 5 millones de dólares americanos (250.000.000 pesos filipinos) por la captura de Sali, antes de su muerte.  El 16 de enero de 2007, Sali fue asesinado durante un tiroteo con las Fuerzas Armadas de Filipinas a bordo de los soldados en las Fuerzas Especiales en una aldea a unos 590 kilómetros al sur de Manila. Aldeanos locales Y la esposa de Sali identificaron su cuerpo. Las pruebas de ADN confirmaron su muerte.
Falleció a los 42 años de edad el 16 de enero de 2004 a causa de una herida de bala.